# Viterbo (Caldas)
Viterbo es un municipio del Departamento de Caldas, en Colombia, junto con Anserma, Risaralda, San José y Belalcázar, conforman la subregión del Occidente Próspero o Bajo Occidente, conocido como "el paraíso de Caldas" por sus representativos paisajes de cultivos.

## Historia
Se constituyó oficialmente como municipio el 31 de diciembre de 1951 mediante el decreto No.826. Fundado el 19 de abril de 1911 por el Presbítero Nazario Restrepo Botero, en compañía de Félix González Vélez, Jesús María Constaín, Antonio María Cadavid, José María Velásquez, Federico Delgado, Pablo Emilio Salazar, Luis Alfonso Díaz Gonzales . Esta disposición fue ratificada por el presidente de la República, Roberto Urdaneta Arbeláez, el 11 de febrero de 1952.
Su nombre se escogió para rendirle homenaje a una ciudad Italiana del mismo nombre, lugar de origen del Cardenal Ragonesse.

## División administrativa
El municipio cuenta con 14 barrios, en su cabecera urbana y 14 veredas en la parte rural del municipio, las cuales son
- Barrios

| - 7 de Agosto - Barrio Obrero - Barrio Oriente - Buenos Aires - Centro - Valles de Canaan | - El Motor - El Triunfo - La Victoria - Las Melenas - Limones | - Los Almendros - Palmas de Mayorca - Pueblo Nuevo |

- Veredas

| - Bellavista - Cannan - Changuí - El Granadillo - El Palmar | - El Porvenir - El Socorro - La Alsacia - La Arabia - La Linda | - La Maria - La Merced - La Tesalia - Valle del Risaralda |

## Geografía
Viterbo está situado sobre el valle del río Risaralda, en una de las estribaciones de la Cordillera Occidental en el triángulo de convergencia de importantes ciudades como Pereira, Manizales, Cali y Medellín.

### Límites municipales
| Noroeste: Apía (Risaralda)        | Norte: Belén de Umbría (Risaralda) | Noreste: Risaralda        |
| Oeste: Apía Santuario (Risaralda) |                                    | Este: San José Belalcázar |
| Suroeste Santuario (Risaralda)    | Sur: La Virginia (Risaralda)       | Sureste: Belalcázar       |

## Economía
Viterbo basa su economía en las explotaciones agropecuarias, destacándose la parte agrícola con grandes extensiones de cultivos de caña de azúcar, caña panelera, maíz , cítricos, frutales tropicales y algo de café y en la parte pecuaria la ganadería extensiva, piscicultura y explotaciones de especies menores como cerdos y aves de corral.

## Transporte
Se encuentra comunicada por carretera troncal de occidente, que la conecta con Manizales, Medellín y Pereira, en su cercanía funcionan dos importantes Aeropuertos a sólo 45 minutos, el aeropuerto Internacional Matecaña en Pereira e igualmente el aeropuerto de Santa Ana en la vecina ciudad de Cartago en el norte del departamento del valle del Cauca.

## Sitios de interés

### Arquitectónico
- Templo de la inmaculada Concepción
- Plaza de Restrepo

### Cultural

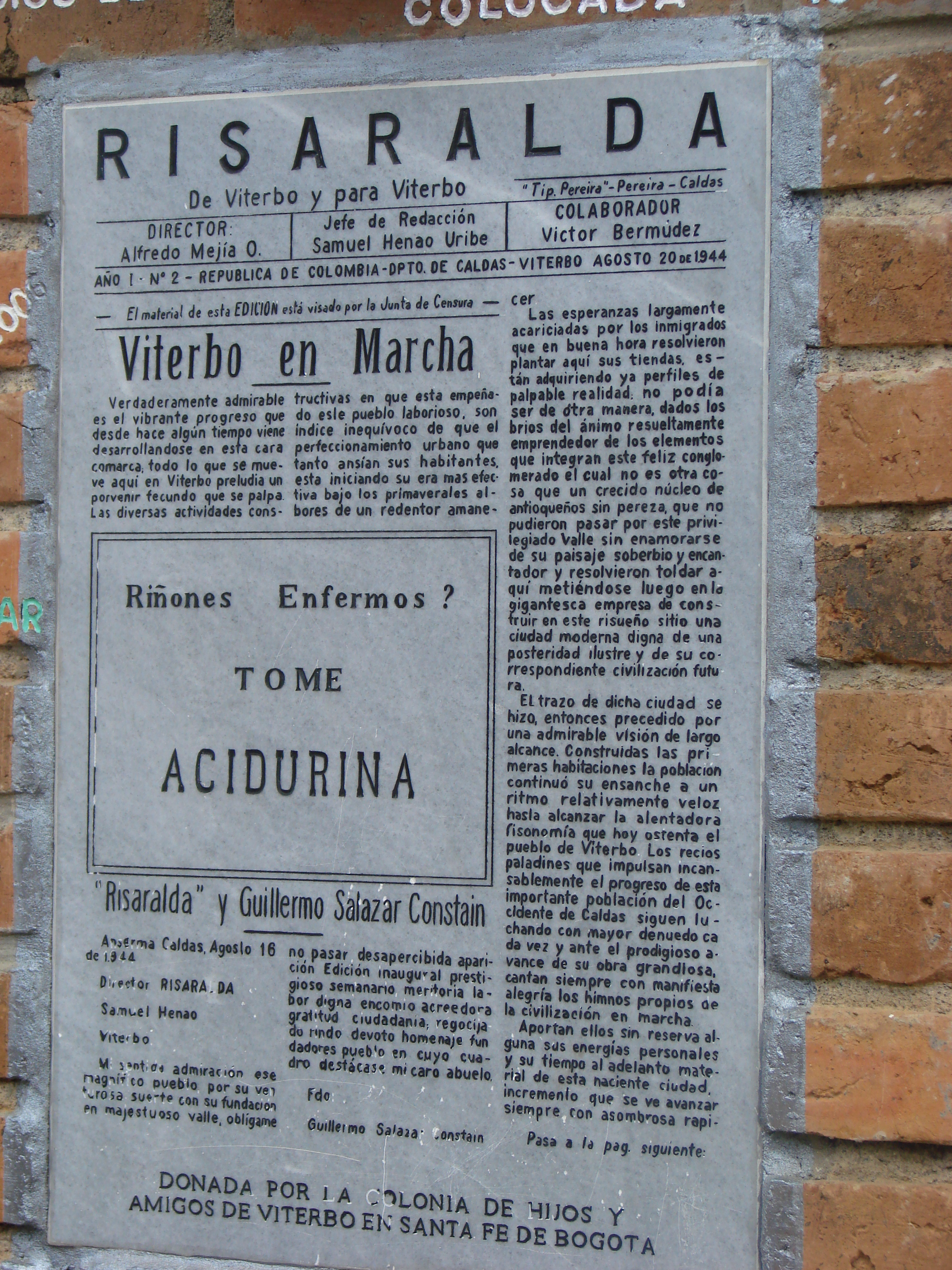
Placa en pared de casa Cameloc de Viterbo

- Cameloc "El Cielo de la Música"Placa en pared de casa Cameloc de Viterbo

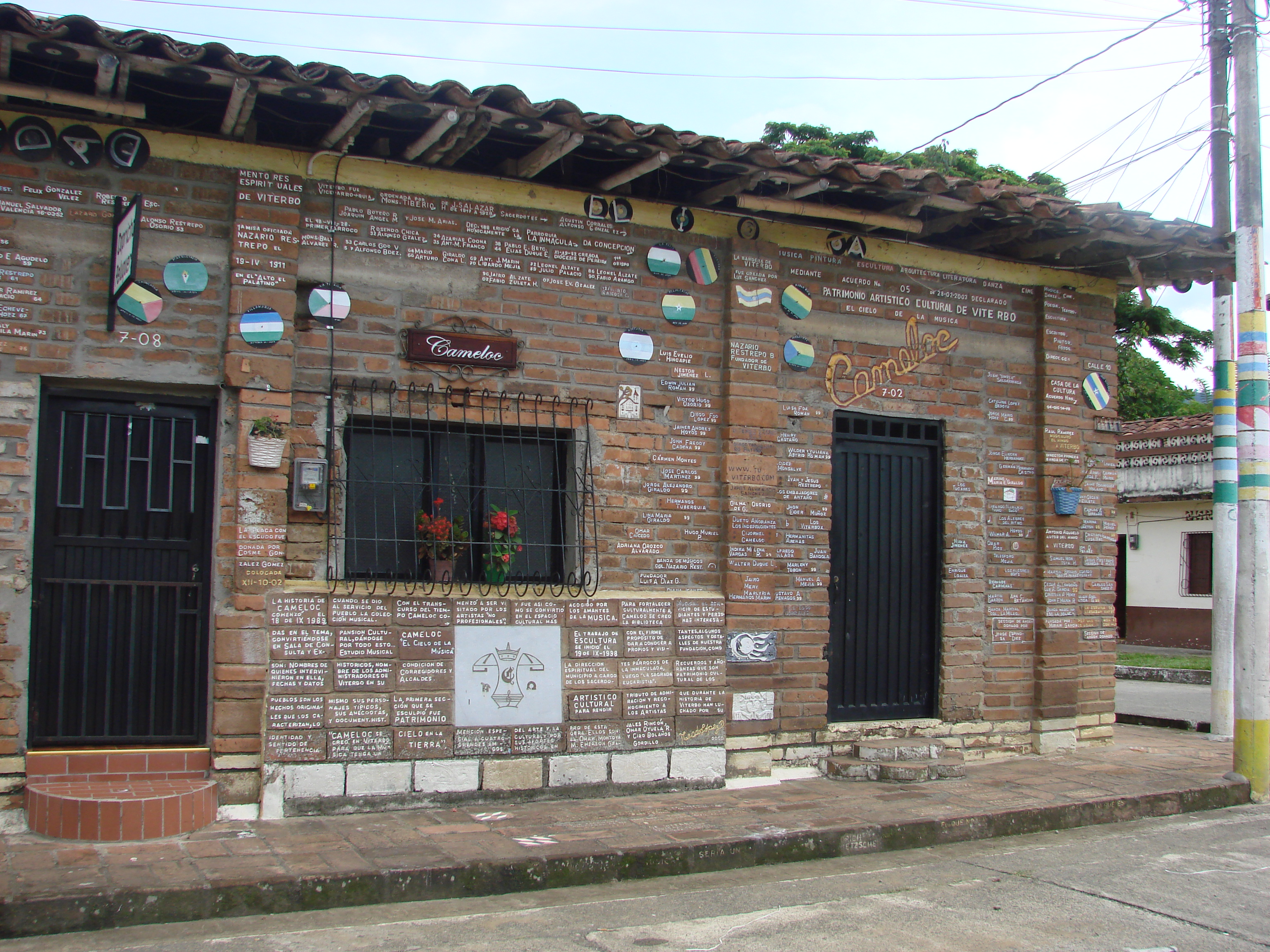
Casa de melómano

- Casa de la cultura
- Museo Yurupari

### Natural
- Alto Palatino
- Cerro de San Carlos
- Lago Cabo verde
- Río Risaralda

## Festividades
- Fiestas Patronales de la Inmaculada.
- Fiestas del Samán (junio-julio).
- Representación actoral de la Semana Santa (Semana Santa en vivo).
- Festival de música tradicional campesina.

## Símbolos

### Escudo
El Valle de Risaralda está representado en el primer plano. Al fondo la cordillera. Luego viene el Alto Palatino o Alto de la Cruz, que recuerda a los habitantes la fundación y la primera celebración Eucarística el 19 de abril de 1911, por el Presbítero Nazario Restrepo Botero. 
Posteriormente viene el Río Risaralda, indicando que en la margen izquierda se encuentra la cordillera de Belalcázar, y en ella, el sol naciente, para significar la ubicación geográfica de Viterbo en el Occidente del Departamento de Caldas. En la margen derecha del Río Risaralda, la ubicación del poblado al pie del Alto de la Cruz o Alto Palatino. Por último, las nubes sobre un firmamento azul, muestran los parajes y la benevolencia del clima.

### Bandera
Se compone de tres franjas horizontales de igual tamaño. La primera es de color amarillo, la segunda azul, con una estrella blanca en el centro, y la tercera de color amarillo, del mismo tono de la primera. El color amarillo representa la riqueza de todo orden que abriga el suelo del municipio de Viterbo, el azul simboliza la abundancia de sus aguas, y la Estrella Blanca centrada en el color azul o faja del medio, indica el brillante porvenir de la ciudad.

## Servicios públicos
- Energía Eléctrica: Central Hidroeléctrica de Caldas (CHEC), del grupo EPM, es la empresa prestadora del servicio de energía eléctrica.
- Gas Natural: Efigas es la empresa distribuidora y comercializadora de gas natural en el municipio.